# Trần Vũ (nhà văn)
Trần Vũ là một nhà văn tại hải ngoại, từng là chủ biên báo Hợp Lưu và nổi tiếng với lối viết văn táo bạo, thách thức, kết hợp giữa bạo lực và tình dục "làm sửng sốt quần chúng bình thường, được viết bằng ngòi bút lạnh lùng ráo hoảnh, tán tậm lương tâm, bất bình thường".

## Tiểu sử
Trần Vũ sinh ngày 2 tháng 10 năm 1962 tại Sài Gòn. Ông theo học tiểu học và trung học đệ nhất cấp tại tư thục Lasan Taberd. Sau khi trường giải thể năm 1976, chuyển sang Trường Trung học Phổ thông Bùi Thị Xuân (nữ trung học Nguyễn Bá Tòng cũ).
Từ năm 1979, ông vượt biên đến Philippines và định cư tại Pháp, sau một năm ở trại tỵ nạn Palawan, Puerto Princesa City. Từ năm 1990, ông làm phân tích viên điện toán cho Quỹ Hưu Trí Pháp Quốc rồi Liên Bang Tương Trợ Y tế tại Paris. Từ năm 1999, ông làm quản lý dự án tin học cho Liên Hợp Quốc gia Bảo Hiểm Pháp.
Ông làm chủ biên tạp chí Hợp Lưu giai đoạn 2003 đến tháng 7-2005. Hiện sống tại Hoa Kỳ

## Văn nghiệp
Trần Vũ bắt đầu viết truyện năm 25 tuổi. Tác phẩm đầu tiên là truyện ngắn Đồng cỏ miên đăng trên nguyệt san Làng văn tháng 5/1988, lập tức gây được tiếng vang. Các truyện ngắn tiếp theo đều gây được sự chú ý. Đến Ngôi nhà sau lưng văn miếu và Bên trong pháo đài đăng trên tạp chí Văn Học, Trần Vũ trở thành hiện tượng của văn học hải ngoại hai năm 1988-1989 và là người viết trẻ tuổi nhất lúc đó. Giai đoạn 1991-1993 Trần Vũ lại gây xôn xao báo giới, bị công kích gay gắt vì loạt truyện lịch sử về các anh hùng như Nguyễn Huệ, Trần Thủ Độ với văn phong và cách nhìn táo bạo, bị cho là đi ngược lại với quan niệm truyền thống. Năm 1994, truyện vừa Giấc mơ Thổ kể về cuộc hành trình ngược dòng quá khứ, với những hình ảnh đầy bạo lực, câu văn như ứa máu cùng cảnh ăn thịt rồng đã gây không ít phẫn nộ, ở một bộ phận độc giả. Năm 2002 truyện vừa Giáo sĩ lại gây phản ứng dữ dội vì đụng chạm đến tôn giáo.
Sáng tác của Trần Vũ tập trung vào một số thể loại cơ bản: truyện ngắn, tiểu luận, tùy bút, ký. Ngoài ra, anh còn dịch thuật.
Về truyện ngắn – đây là thể loại sở trường của Trần Vũ, cho đến nay anh đã viết trên 50 truyện ngắn đăng trên các báo, tạp chí văn học như Làng văn, Văn học, Hợp lưu và các websites văn học như Talawas.org; Tienve.org. Các truyện ngắn của Trần Vũ tập hợp lại in trong hai tập là: 
- Ngôi Nhà Sau Lưng Văn Miếu (Thời Văn xuất bản năm 1988, Hồng Lĩnh tái bản năm 1994 tại California, Hoa Kỳ)
- Cái Chết Sau Quá Khứ (Hồng Lĩnh xuất bản năm 1993, California, Hoa Kỳ).

Những truyện ngắn của Trần Vũ cũng được tuyển chọn dịch và in thành sách tiếng Anh, tiếng Pháp:
- The Dragon Hunt (Nhà xuất bản Hyperion xuất bản năm 1999), do Nina McPherson và Phan Huy Đường dịch [4][5].
- Sous Une Pluie d’Epines (Paris: Nhà xuất bản Flammarion, năm 1998) [6], Phan Huy Đường dịch. Và Terre des Ephemeres (1994), Au Rez de Chaussée du Paradis (1994) và En traversant Le Fleuve (1996).

Về tiểu luận có: Lịch sử trong tiểu thuyết bàn về sáng tạo văn chương và một số tiểu luận về lịch sử dân tộc dưới cái nhìn của riêng anh, gồm một số tác phẩm như:
- Đông Dương 1993;
- Sát thát;
- Quân đội Việt Nam – con đường canh tân;
- Quân đội Việt Nam – 1979, cơ hội đánh mất….

Về ký có: 
- Hiệp hội tương tế Bắc Việt nghĩa trang,
- Di vật,
- Lưng trần…

## Nhận xét
- Thụy Khuê:

"Trần Vũ là một trường hợp: Bịa (hư cấu) không giống thực và phải nói ngay: anh thành công trong cái "sự bịa đặt hoàn toàn" ấy...... Nhưng "cái bịa" của Trần Vũ không phải là thứ bịa đặt tầm thường mà là bịa có tâm hồn, có ý thức sáng tạo và nghệ thuật, ngoài tác dụng ảo hóa và thi hóa văn phong, còn làm tăng nồng độ ma quái trong lòng người...... Ngôi Nhà Sau Lưng Văn Miếu mới là bước đầu tìm kiếm. Cái Chết Sau Quá Khứ, bước thứ nhì, xác định một phong cách, một giá trị...... Trần Vũ dùng kỹ thuật làm sở trường, gạt bỏ phần cảm tính, bút pháp khô, lạnh, plastique và ác. Nhịp văn nhanh và lôi cuốn. Trực tiếp đi vào tác phẩm,.....Nếu hư cấu là khía cạnh thứ nhất trong văn chương Trần Vũ, thì bạo lực và dục tính là bộ mặt thứ nhì trong tác phẩm Trần Vũ. Muốn giải thể khía cạnh này, có lẽ cần phải tìm hiểu bản chất và tương quan giữa bạo lực và dục tính trong đời sống con người...... Những hình ảnh trên đây làm sửng sốt quần chúng bình thường, được viết bằng ngòi bút lạnh lùng ráo hoảnh, tán tậm lương tâm, bất bình thường...... Bản chất hiền lành, nhút nhát, không làm nát một con ruồi, Trần Vũ chống trả những độc ác của cuộc đời bằng những fantasme, tựa như Sade, chống lại sự cô đơn tuyệt đối trong ngục tù, oan ức trọn đời bằng ý niệm bạo dâm, hoang tưởng, triệt hạ tất cả đối tượng không phải là mình, ngoài mình.... ".
- Nguyễn Hạnh Nguyên:

"Truyện ngắn của Trần Vũ được viết theo hai khuynh hướng: khuynh hướng Hiện thực và Phi Hiện thực..... Trần Vũ đã mạnh dạn lựa chọn một lối đi không ít thử thách để có thể thu về những ấn tượng lạ lùng. Cùng xây dựng trên những đối ảnh, Ngôi nhà sau lưng Văn Miếu và Mùa mưa gai sắc đều sử dụng kỹ thuật đồng hiện để làm nổi bật lên hình tượng những con người bị bủa vây bởi nỗi cô đơn vì những khát vọng và tham vọng của chính mình. Khước từ lối khắc họa thông thường, kĩ thuật viết này của Trần Vũ tạo nên sự bất ngờ đối với sự tiếp nhận của độc giả. Không nhiều truyện ngắn đồng hiện hay nhân vật ẩn trong truyện ngắn Việt Nam, ít tính lập trùng nhân vật và thường rất hiện thực. Ngôi nhà sau lưng Văn Miếu và Mùa mưa gai sắc do vậy, khác lạ." 
- Ban Mai:  "Trần Vũ thường sử dụng bút pháp hiện thực huyền ảo, ngôn ngữ lạnh và ác, câu văn ngắn, dứt khoát. Diễn biến truyện nhanh. Thời gian, không gian xáo trộn liên tục, xây dựng tác phẩm hoàn toàn hư cấu. Tiểu thuyết của Trần Vũ là một bước kế thừa và tổng hợp văn hóa Đông-Tây trên con đường hiện đại hóa của thế kỷ 20, đặc biệt Trần Vũ đã thành công khi đem kỹ xảo điện ảnh vào tác phẩm của mình – tạo thành một bút pháp kỳ ảo, pha trộn màu sắc “phim kiếm hiệp” của Tàu và “phim hành động, kinh dị” phương Tây. Ông là nhà văn Việt Nam tiên phong trong lối viết hiện thực huyền ảo.  Tuy nhiên, theo tôi “kỹ xảo” nào cùng có hai mặt của nó. Giống như con dao hai lưỡi, nhà văn tài năng sẽ nâng lên thành nghệ thuật, nhưng nếu chưa đúng tầm cỡ tác phẩm sẽ trở thành sản phẩm “rẻ tiền”. Không phải bất cứ người viết nào cũng làm chủ ngòi bút của mình để sai khiến con chữ một cách mê hoặc người đọc được như vậy. Trần Vũ là một trong số ít nhà văn đạt được tầm cỡ đó. Trong tư cách nhà văn, Trần Vũ kiêu hãnh cho trí tưởng tượng phong phú của mình tự do tung hoành. Đọc truyện ông, người đọc luôn bắt gặp những trường đoạn sảng khoái, điều mà ít nhà văn có được bởi những giới hạn vô hình.  Trên con đường hình thành và phát triển tiểu thuyết hiện đại Việt Nam, Trần Vũ là một trong những cánh đại bàng dũng mãnh, tự vạch cho mình một lối đi riêng đầy ý thức sáng tạo. Tác phẩm của ông đã có những thành công nhất định về phương diện cách tân trong bút pháp. Chỉ riêng Giáo sĩ, Trần Vũ xứng đáng có vị trí trang trọng trong lịch sử phát triển tiểu thuyết hiện đại Việt Nam." [8]